# Bernardino Gaggini

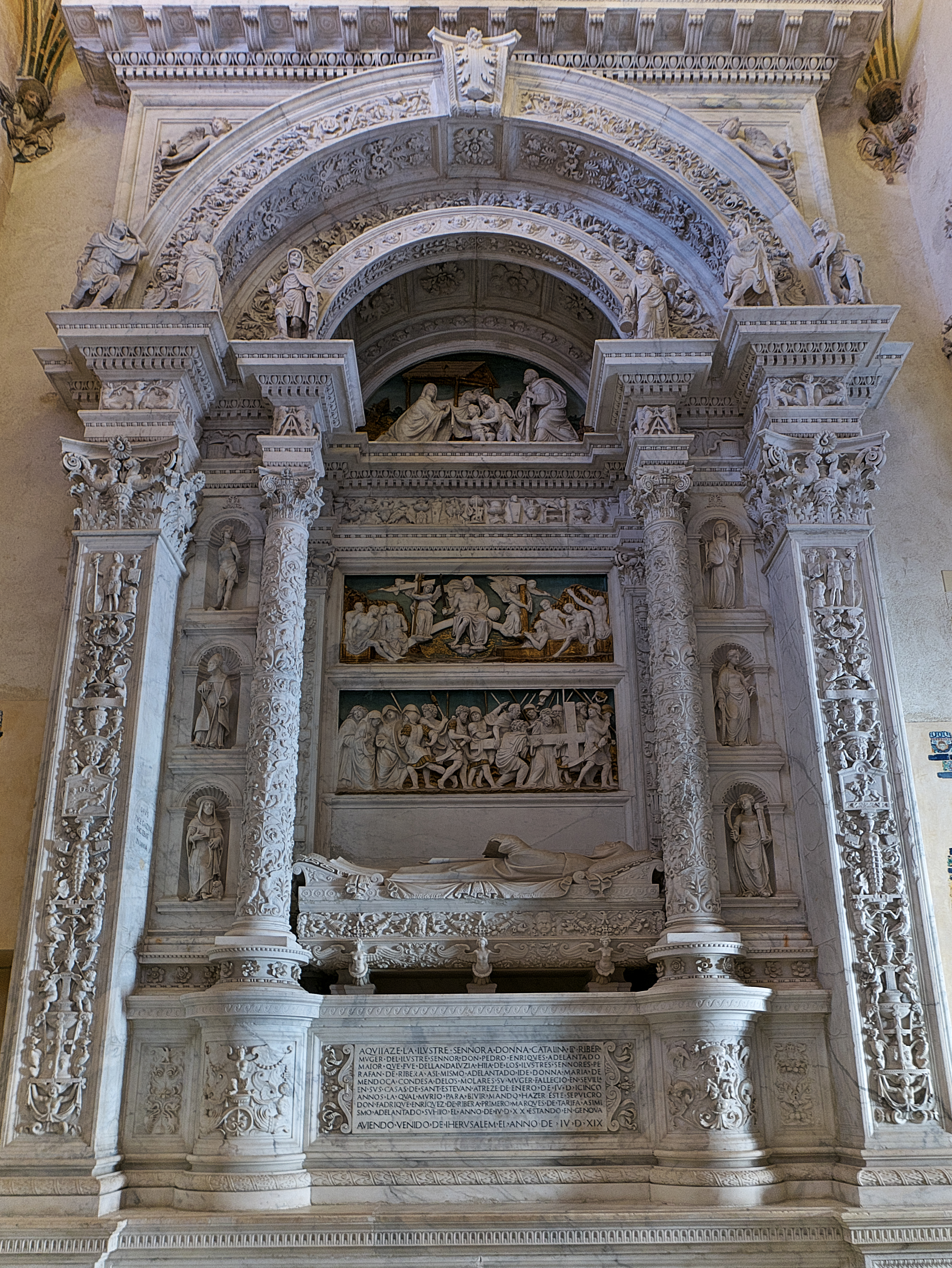
Grabmal der Catalina de Ribera y Hurtado de Mendoza

Bernardino Gaggini oder Gagini (* um 1470 in Bissone; † nach 1544 in Bissone) war ein schweizerisch-italienischer Bildhauer und Architekt der Frührenaissance.

## Leben und Werke
Bernardino war Sohn von Antonio. Nach der Lehrzeit in der Bauhütte der Kathedrale von Genua, von 1513 bis 1521 an den errichteten von Giovanni Solari Befestigungstürmen der Stadt Sarzana. Mit Antonio Maria Aprile aus Carona baute er 1528 den Palast des Marquis von Tarifa, und während eines Jahrzehnts arbeiteten die beiden Künstler zusammen an den schönsten Kunstwerken Sevillas: Kartause, Alcazar, Franziskuskirche, Ribera-Palast usw. Anschließend folgte er seinem Onkel Pace Gaggini und Antonio Maria Aprile nach Toledo, um Aufträge für die Markgrafen von Ayamonte auszuführen. Ferner war er in den Palästen der Adelsfamilien Ribera und Alba tätig (letztere ließen damals gerade ihren Palacio de las Dueñas im Renaissance-Stil erweitern).
Ab 1526 finden wir ihn in Sevilla, wo er Skulpturen für den Königspalast (Alcazar), Skulpturen in der Kathedrale von Sevilla und im Stadtpalast Casa de Pilatos schuf. In Genua sich verpflichtete er sich, das Denkmal des Bischofs Francisco Ruiz von Avila für die Kirche San Juan de la Penitencia zu Toledo zu schaffen. 1544 war er wieder in Bissone, wo er im Jahr 1560 starb.